# Mesnil-Mauger
Mesnil-Mauger ist eine französische Gemeinde mit 244 Einwohnern (Stand 1. Januar 2022) im Département Seine-Maritime in der Region Normandie (vor 2016 Haute-Normandie). Die Gemeinde gehört zum Arrondissement Dieppe und zum Kanton Gournay-en-Bray (bis 2015 Forges-les-Eaux). 

## Geografie
Mesnil-Mauger liegt etwa 47 Kilometer südöstlich von Dieppe. Umgeben wird Mesnil-Mauger von den Nachbargemeinden Nesle-Hodeng im Norden, Beaussault im Osten und Nordosten, Compainville im Osten und Südosten, Beaubec-la-Rosière im Süden und Südwesten sowie Saint-Saire im Westen und Nordwesten.

## Bevölkerungsentwicklung
| 1962                      | 1968 | 1975 | 1982 | 1990 | 1999 | 2006 | 2013 |
| 293                       | 239  | 213  | 190  | 207  | 223  | 234  | 245  |
| Quelle: Cassini und INSEE |      |      |      |      |      |      |      |

## Sehenswürdigkeiten

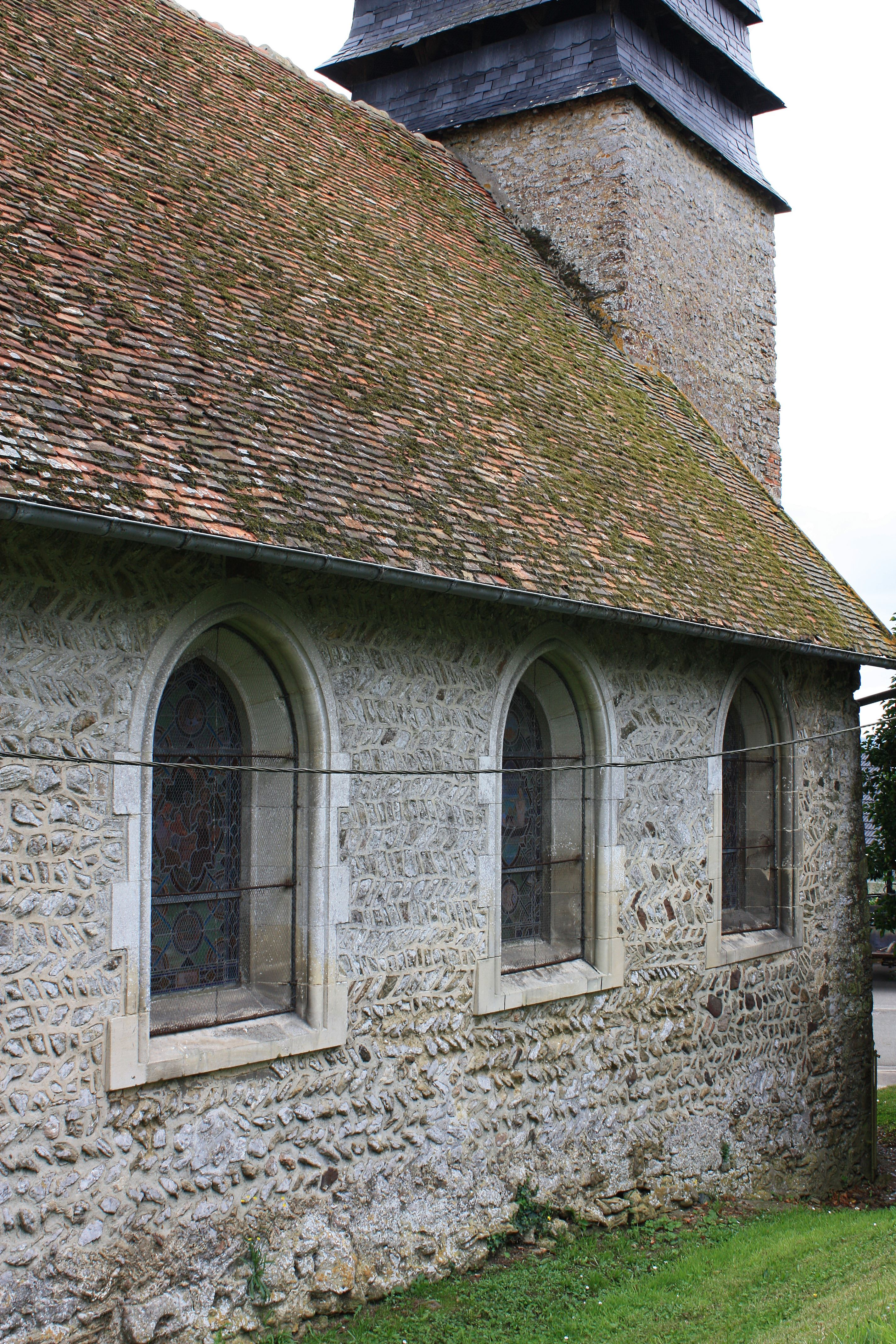
Kirche Notre-Dame

- Kirche Notre-Dame